# كانتيمير بيرخاموف
كانتيمير بيرخاموف (بالروسية: Берхамов, Кантемир Михайлович)‏ (7 أغسطس 1988 بنالتشيك في روسيا - ) هو لاعب كرة قدم روسي في مركز الوسط. لعب مع أرسنال تولا ولوكوموتيف موسكو وFC Nizhny Novgorod (2007) ‏ ونادي توسنو وFC Lokomotiv Kaluga ‏ وسبارتاك نالتشيك ونادي أورال يكاترينبورغ.

## وصلات خارجية
- كانتيمير بيرخاموف على موقع قاعدة بيانات كرة القدم.إي يو (الإنجليزية)
- كانتيمير بيرخاموف على موقع Soccerway.com (الإنجليزية)
- كانتيمير بيرخاموف على موقع عالم كرة القدم.نت (الإنجليزية)